# Delage Type D.8 (1929)

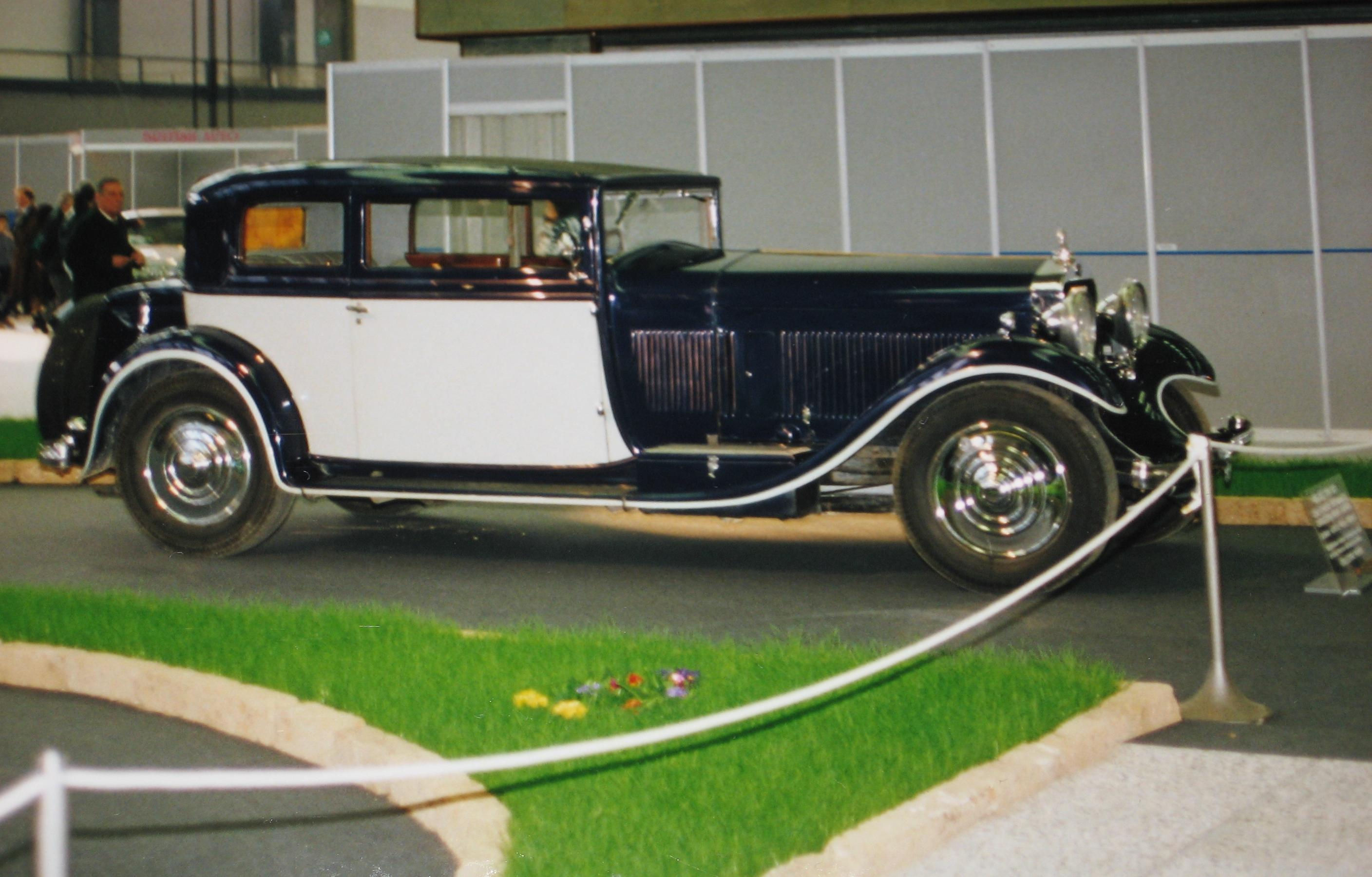
Limousine

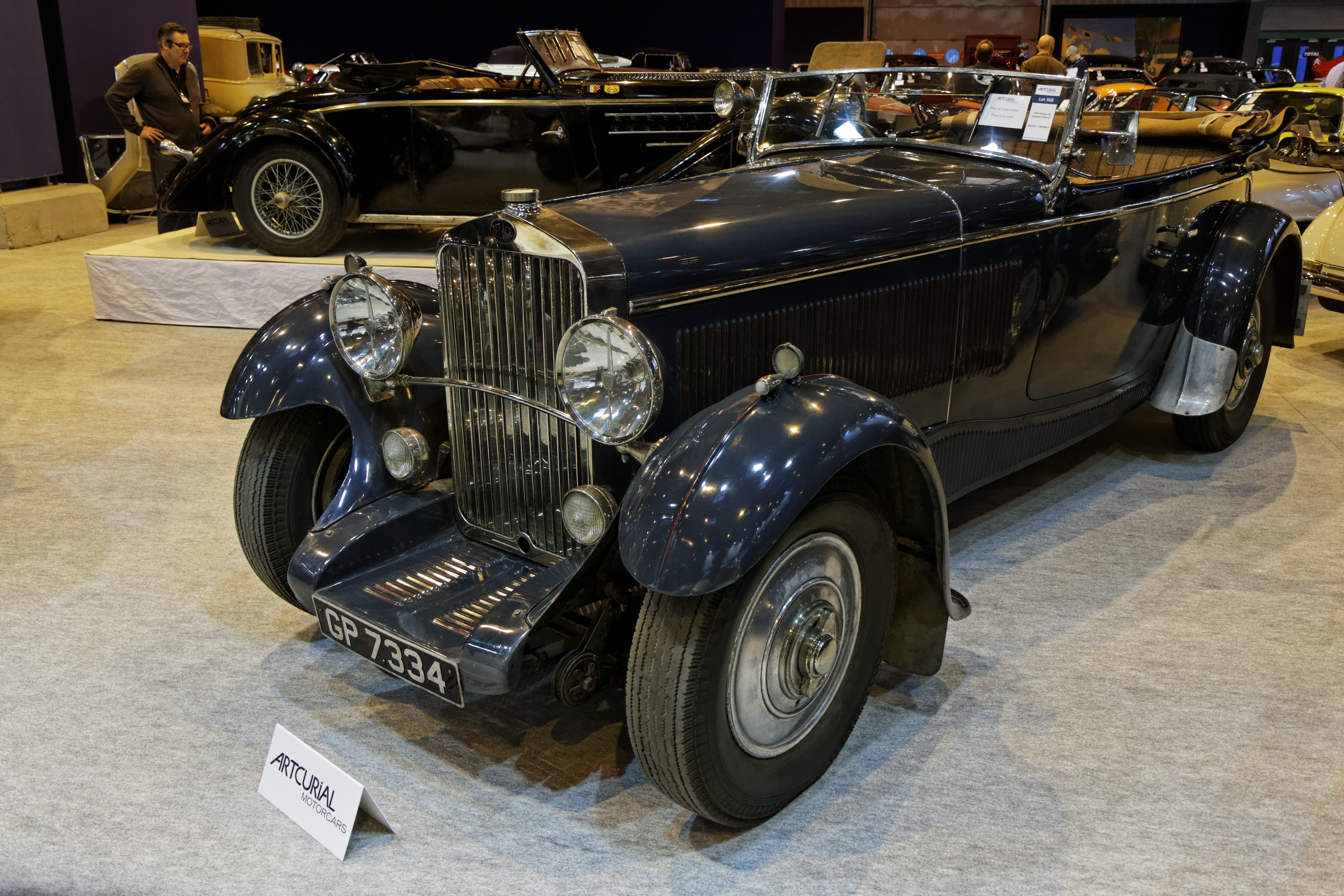
Roadster von Chapron

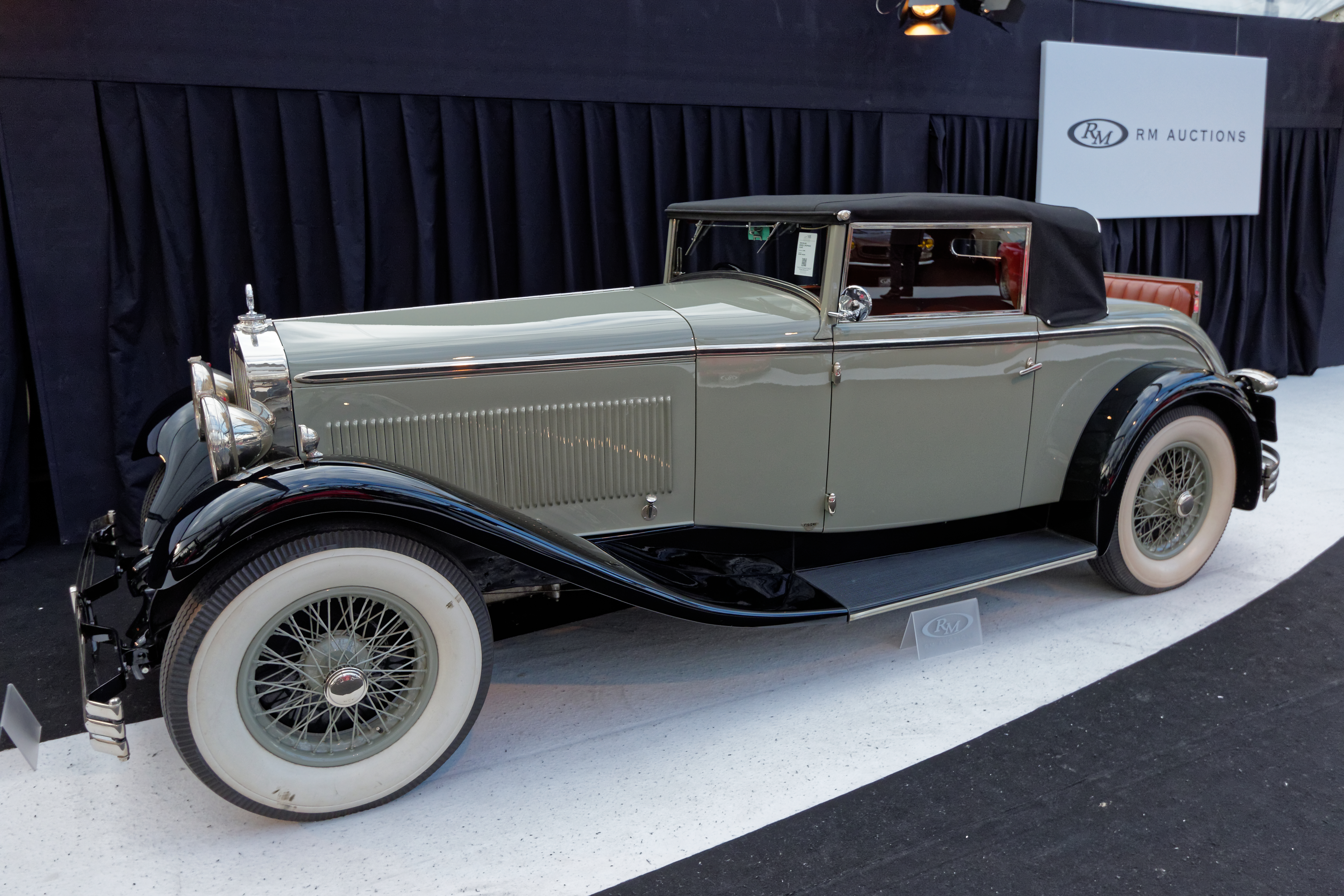
Cabriolet mit Notsitz

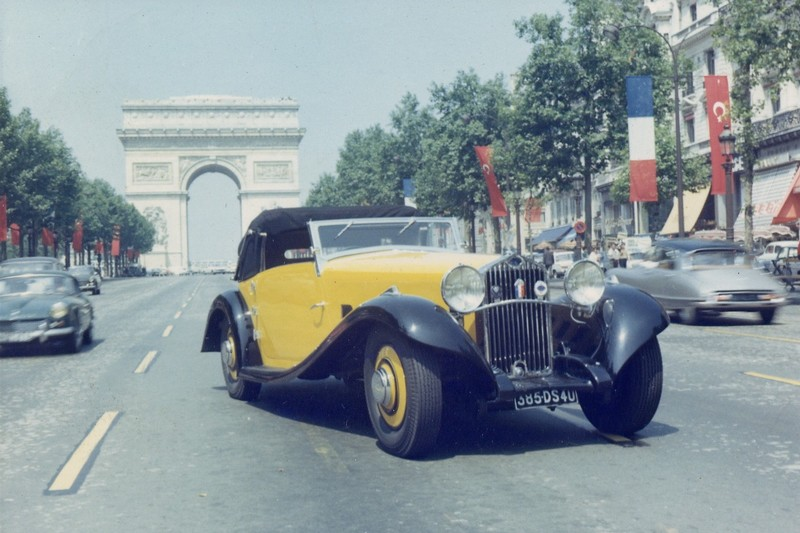
Delage Type D.8 S von Pourtout

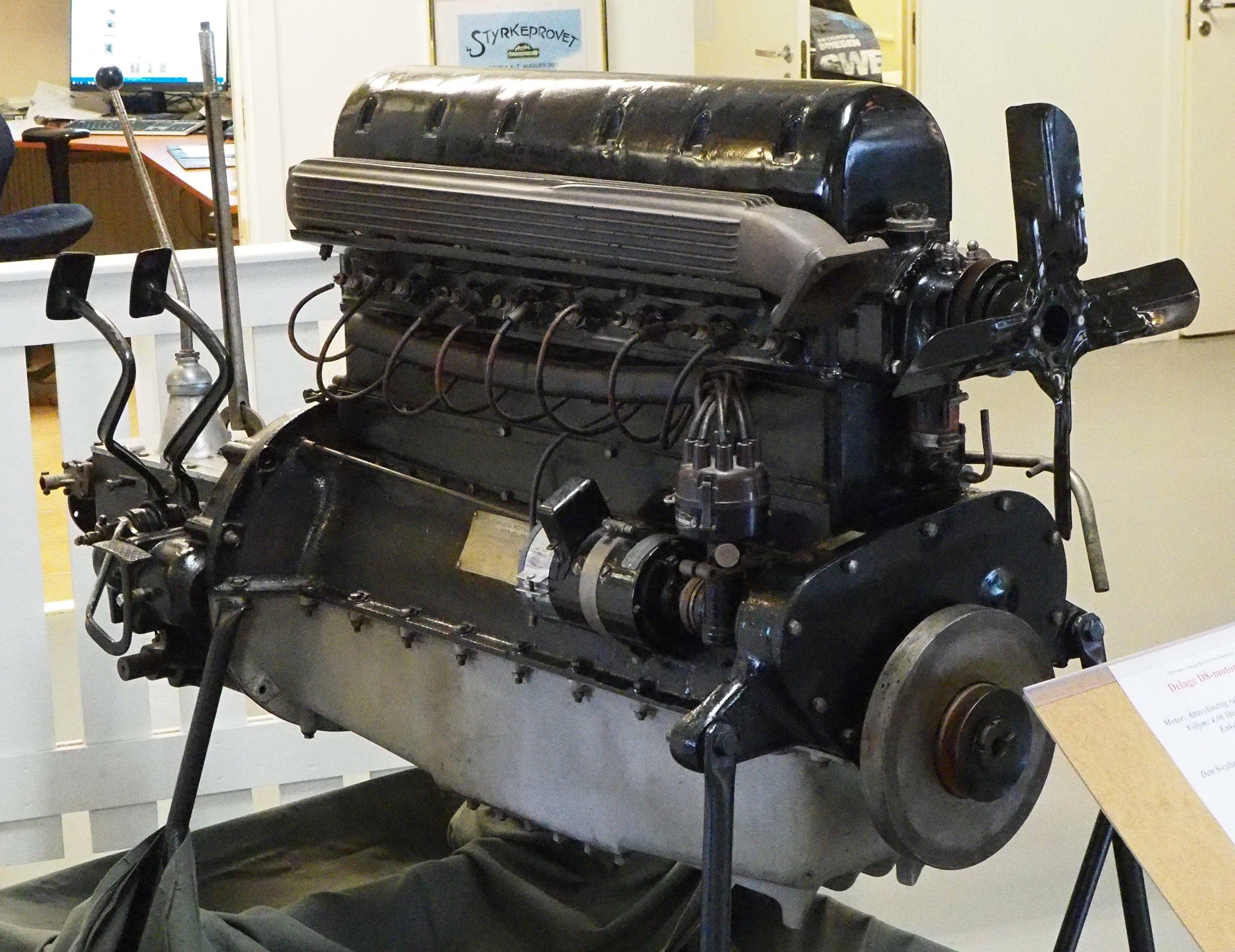
Achtzylindermotor der Fahrzeuge

Der Delage Type D.8 sowie der davon abgeleitete Delage Type D.8 S waren Pkw-Modelle der französischen Marke Delage. Es gibt auch die Schreibweisen Delage Type D-8, Delage Type D 8 und Delage Type D8. Für ähnlich benannte Modelle siehe Delage Type D.8.

## Beschreibung
Die nationale Zulassungsbehörde erteilte dem Type D.8 mit der Nummer 31.005 am 23. September 1929 seine Genehmigung. Für den Type D.8 S ist keine separate Typprüfung überliefert. Delage bot die Modelle von 1929 bis 1934 an. Es gab keine direkten Vorgänger. Nachfolger wurden Delage Type D.8.100 und Delage Type D.8.120.
Ein Achtzylindermotor vom Typ M 7 trieb den Type D.8 an. Er hatte 77 mm Bohrung und 109 mm Hub. Das ergab 4061 cm³ Hubraum, 23 Cheval fiscal und 105 PS. Die Sportausführung Type D.8 S hatte einen gleich großen Motor vom Typ MT 11. Er leistete 118 PS.
Das Fahrgestell hatte wahlweise 1420 oder 1480 mm Spurweite, bei der Sportausführung immer 1420 mm. Der Radstand betrug 3310 mm bei der kurzen Variante und bei der Sportausführung, 3430 mm bei der normalen Variante und 3640 mm bei der Langversion. Für die Sportausführung werden 4850 mm Länge und 1700 mm Breite genannt. Das Fahrgestell wog 1340 kg. Das Leergewicht betrug zwischen 1800 kg und 1980 kg. Für den Type D.8 S sind ebenfalls 4850 mm Länge, 1700 mm Breite und 1340 kg Fahrgestellgewicht überliefert.
Bekannt sind Aufbauten als zwei- und viertürige Limousine, Pullman-Limousine, Coupé, Cabriolet, Roadster und Tourenwagen.

## Rekordfahrten mit einem Type D.8 S
Vom 25. bis zum 26. September 1931 wurden zehn internationale Rekorde erzielt. Fahrer waren Robert Sénéchal, Henri Frètet und Edmond Bourlier.
Am 28. Februar 1932 fuhren die vier Briten Kaye Don, George Eyston, Ernest Eldridge, Albert Denly sowie erneut Henri Frètet. Sie erreichten sechs Weltrekorde und drei internationale Rekorde. Beide Fahrten fanden in Montlhéry statt.
| Datum         | Veranstaltung | Ort       | Fahrzeug   | Team                                                                     | Ergebnis |
| ------------- | ------------- | --------- | ---------- | ------------------------------------------------------------------------ | --- |
| 25. Sep. 1931 | Rekordfahrten | Montlhéry | Type D.8 S | Robert Sénéchal / Edmond Bourlier / Henri Frètet                         | Internationaler Rekord über 500 Kilometer Internationaler Rekord über 500 Meilen Internationaler Rekord über 1000 Kilometer Internationaler Rekord über 1000 Meilen Internationaler Rekord über 2000 Meilen Internationaler Rekord über 3000 Kilometer Internationaler Rekord über 3 Stunden Internationaler Rekord über 6 Stunden Internationaler Rekord über 12 Stunden Internationaler Rekord über 24 Stunden |
| 28. Feb. 1932 | Rekordfahrten | Montlhéry | Type D.8 S | Kaye Don / Ernest Eldridge / Albert Denly / George Eyston / Henri Frètet | Weltrekord über 500 Kilometer Weltrekord über 1000 Kilometer Weltrekord über 1000 Meilen Weltrekord über 2000 Kilometer Weltrekord über 3 Stunden Weltrekord über 6 Stunden Internationaler Rekord über 200 Meilen Internationaler Rekord über 500 Meilen Internationaler Rekord über 12 Stunden |

## Weiteres
Der König Jugoslawiens Alexander I. und der französische Politiker Louis Barthou wurden am 9. Oktober 1934 Opfer einen Attentats. Sie wurden in einem Delage erschossen. Laut einer Quelle war es ein Delage Type DM. In einer anderen Quelle wird allerdings ein Delage Type D.8 genannt.

## Stückzahlen und überlebende Fahrzeuge
Peter Jacobs vom Delage Register of Great Britain erstellte im Oktober 2006 eine Übersicht über Produktionszahlen und die Anzahl von Fahrzeugen, die noch existieren. Seine Angaben zu den Bauzeiten weichen in einigen Fällen von den Angaben der Buchautoren ab. Für den Type D.8 gibt er abweichend die Bauzeit von 1930 bis 1933 an. Von 1902 hergestellten Fahrzeugen existieren noch 20 normale, 16 Type D.8 C, 12 Type D.8 N und 8 Type D.8 L.Vom Type D.8 S wurden zwischen 1931 und 1934 vermutlich 99 Stück gefertigt, von denen noch 36 bekannt sind. Weiter existieren aus der gleichen Zeitspanne noch 6 Type D.8 SS.

## Auktionen
Artcurial versteigerte am 7. Februar 2014 einen Type D.8 S von 1933 als Cabriolet von Pourtout für 949.720 Euro.
Das gleiche Auktionshaus versteigerte am gleichen Tag einen Roadster von Chapron von 1931 für 324.800 Euro.
Sotheby’s konnte im Dezember 2015 einen 1934er Type D.8 S mit einer Cabrioletkarosserie von der Carrosserie Fernandez & Darrin für 1.430.000 Dollar versteigern.
Ebenfalls Sotheby’s erzielte im März 2016 für ein 1930er Cabriolet von Chapron 176.000 Dollar.
Osenat bot im Juni 2016 ein Fahrzeug an, dass ursprünglich als Limousine von Chapron karosseriert war, aber in den Jahren nach dem Zweiten Weltkrieg zu einem Pick-up umgebaut worden war. Der Schätzpreis belief sich auf 20.000 bis 30.000 Euro. Erzielt wurden 61.200 Euro.
Bonhams versteigerte im August 2017 einen Type D.8 S von 1933 als Coupé von Letourneur et Marchand für 583.790 Euro.
Bonhams erzielte im Februar 2018 für ein 1931er Cabriolet Milord von Figoni & Falaschi 109.250 Euro.
Artcurial erreichte im gleichen Monat für einen Type D.8 S von 1932 mit einer Coupékarosserie von Chapron 274.160 Euro.